# Новосклюїхинська сільська рада
Новосклюї́хинська сільська рада (рос. Новосклюихинский сельский совет) — сільське поселення у складі Рубцовського району Алтайського краю Росії.
Адміністративний центр — село Новосклюїха.

## Населення
Населення — 1009 осіб (2019; 1144 в 2010, 1156 у 2002).

## Склад
До складу сільської ради входять:
| Населений пункт    | Населення, осіб (2002) | Населення, осіб (2010) |
| ------------------ | ---------------------- | ---------------------- |
| Калиновка, селище  | 232                    | 246                    |
| Новосклюїха, село  | 715                    | 692                    |
| Потеряєвка, селище | 209                    | 206                    |